# Риззуто, Вито
Вито Рицутто (итал. Vito Rizzuto, 21 февраля 1946, Каттолика-Эраклея, Сицилия, Италия — 23 декабря 2013, Монреаль, Квебек, Канада) — итальянский мафиози, один из лидеров сицилийской организованной преступности в Канаде.

## Биография

### Ранние годы
Вито Ризуто родился 21 февраля 1946 года в итальянской семье, в Каттолике-Эраклея, Сицилия. Родители Вито: отец Николо Ризутто и мать Либертина Манно. Вито был первым ребёнком в семье, и был назван в честь отца Николо. В 1954 году в семье Ризутто родилась дочь — Мария. В том же 1954 году семейство Ризутто на корабле прибыли в Канаду и высадились в Галифаксе, Новая Шотландия. Затем они переехали в Монреаль, где проживало наибольшее количество иммигрантов итальянской диаспоры.
В 1966 году Вито женился на Джованне Каммаллери, впоследствии они родили троих детей. Его старший сын Николо Ризутто (Nick Jr.) — названный в честь его деда — родился 4 декабря 1967 года. Другой сын — Леонардо Ризутто, а третья — его дочь, Беттина — названа в честь её бабушки. Его сестра Мария была замужем за Паоло Рендой, известным советником (итал. consigliere) преступной семьи Ризутто.
Отец Вито, принадлежал к составу сицилийско-канадской преступной группы Кунтрера-Каруана, возглавляемой боссом Джузеппе Каруана, которая входила в состав известной преступной группировки Коза Ностра. Кунтрера и Каруана были капиталистами-арендаторами и после Второй мировой войны занимались охраной полей в поместьях барона Агнелло около Сикулианы, в провинции Агридженто.

### Криминальная карьера
Отец Вито Ризутто начал свою карьеру в канадской мафии в качестве члена семьи группировки Котрони, которая контролировала большую часть торговли наркотиками в Монреале в 1970-х годах, прикрывая преступную семью Бонанно в Нью-Йорке. К 1980-м годам Ризутто стал главенствующим мафиози города после войны между сицилийской и калабрийской группировками в Монреале, и после убийства Паоло Виоли, бойца Бонанно, которого назначили боссом Монреаля.
По словам сотрудников полиции — Ризутто контролировал преступную империю, которая импортировала и распределяла тонны героина, кокаина и гашиша в Канаде, отмывала сотни миллионов долларов, выдавая их взаймы и получала большую прибыль от запрещенных азартных игр, а также от мошенничества и заказных убийств. В октябре 1987 года у берегов северо-восточного Ньюфаундленда и Лабрадора, Королевской канадской конной полицией (КККП) было задержано судно с 16 тоннами гашиша. Там же были арестованы Ризутто, Райнальд Дежардин и четверо их сообщников, но уже в марте 1988 года Ризутто был освобожден под залог.
В октябре 1990 года в здании суда в Сент-Джонс, начался суд над Ризутто. Но полицейские превысили полномочия ордера на прослушивание разговоров в ресторане между Ризутто и его адвокатом и Верховный суд Ньюфаундленда отклонил судебное дело. В том же году Ризутто снова был арестован за заговор с целью ввоза гашиша в Канаду, а наркодилер Норманд Дюпюи был готов свидетельствовать против него, когда ему пообещали сокращение тюремного заключения и денежную компенсацию с новой идентностью. Однако позже с Дюпюи связался адвокат Ризутто — Жан Салуа, и пообещал ему дать 1 миллион долларов, чтоб тот не давал показаний против Ризутто в суде. Салуа записал этот разговор и Дюпюи получил обвинение в препятствовании правосудию. По причине непригодного для дачи показаний свидетеля, Ризутто был оправдан в 1989 году. В начале 1990-х годов КККП тайно провела фальшивый обмен валюты в Монреале, что было частью сложной операции по сжиганию денег. Операция получила название (англ. Project Compote), и завершилась 46 арестами совместно с адвокатом Ризутто Джозефом Лаганой, которого осудили за отмывание 47 миллионов долларов. Ризутто назвали сговорщиком, но не было достаточных доказательств, чтобы предъявить ему обвинения.
Несмотря на то, что Федеральным бюро расследований статус Ризутто расценивался, как простого солдата мафиозного семейства с Бонанно с Нью-Йорка, Ризутто считался канадскими чиновниками — самым могущественным боссом в стране. Канадские авторы Ли Ламоф и Адриан Хамфрис считают сила клана Ризутто соперничала с любой из пяти мафиозных семейств в Нью-Йорке и называют ее «Шестой семьей». Ризутто работал в тесном контакте с сицилийским кланом Кунтрера-Каруана — главным незаконным наркоторговцем, которого привез в Канаду Альфонсо Каруана. По словам Франческо Ди Карло, сицилийский мафиозо Вито Ризутто стал правительственным заверителем и отвечал за дела Коза Ностры в Канаде.

### Босс шестой семьи
Канадские мафиозные журналисты Ли Ламоф и Адриан Хамфрис окрестили клан Риззуто Шестой семьей, чтобы поставить их на равную ступеньку в качестве пяти семей Коса Ностры в Нью-Йорке. Согласно книге «Шестая семья»
«К 2003 году клан Ризутто был по-разному указан в документах FBI и DEA, как просто «Канадский член семьи Бонанно» или «Монреальская группировка «Бонанно». Под его контролем была огромная территория — более миллиона квадратных миль Квебека и Онтарио непосредственно попадали под его влияние, площадь, превышающая четверть размера всех Соединенных Штатов. Территория включала в себя крупные города, самые оживленные пограничные пункты между США и Канадой, а также на ней находились многие состоявшиеся мафиозные кланы, которые действовали под знаменем мафии шестой семьи. Там, где американские мафиозные боссы контролировали преступную деятельность, в некоторых частях города или районах Нью—Йорка, или преступную деятельность в промышленном или коммерческом секторе, например, в строительстве, или районе производства одежды в Нью—Йорке, - шестая семья имела предприятия глобального охвата. Шестая семья опережала любого члена в семье Бонанно и, фактически отвечала, человек за человека, доллар за доллар, так затмив их семью...

Ядро сицилийской мафии в Монреале включало сотни солдат и единомышленников, - говорится в канадском полицейском отчете 2004 года. Те, кто просто занимается бизнесом с Шестой семьей или работают с ними на краткосрочных предприятиях, не входят в него. Кроме, как правило, предпринимателей, которые осуществляли неуголовные услуги для организации».

### Судебное делу по убийству трех капо
В начале 2004 года, Вито Ризутто был обвинен Бруклинским Федеральным жюри присяжных за рэкет, участие в заговоре, за ростовщичество и убийство 5 мая 1981:  Альфонса Инделикато (Красного Сонни), Доминика Тринхера (Большого Трина) и Филиппа Джакконе (Счастливчика Фила), подозревая их в измене.
Это отображено в голливудском фильме Донни Браско. Ризутто был одним из четырех человек, нанятых бывшим капитаном преступной семьи Бонанно Джо Массино, чтобы убить трех других капо. Массино полагал, что они планировали захватить власть после назначения нового босса Филиппа Растелли.
Ризутто был арестован 20 января 2004 года в Монреале. 17 августа 2006 года после 31-месячного судебного разбирательства он был экстрадирован в Соединенные Штаты и предстал перед магистратским судьей окружного суда по восточному округу Нью-Йорка в Бруклине. Массино, который отбывал пожизненное заключение за тройное убийство, должен был дать показания против Ризутто относительно его роли в убийстве трех капо, но Ризутто принял сделку о признании обвинений в мае 2007 года, прежде чем дело дошло до суда.
4 мая 2007 года, Риззуто признал себя виновным в тройном убийстве в 1981 году в рамках договоренности о признании вины; он получил 10 лет тюремного заключения с последующим трехлетним надзором. Он свидетельствовал, что был вовлечен в дело, и сам ни в кого не стрелял. По словам Ли Ламота, автора книги «Шестая семья», это была судьба, которая была далека от худшего, что могло случиться с Ризутто, легко отделавшись всего лишь пятилетним тюремным заключением.

### Тюремные годы и освобождение
Ризутто был заключен в тюрьму ADX Florence, Федеральной тюрьме строгого режима для самых опасных заключенных-мужчин в Соединенных Штатах. Он был освобожден 5 октября 2012 года и немедленно депортирован в Торонто. Журналисты предполагали, что по прибытии в Канаду Ризутто встретится с главами мафиозных семей Нью-Йорка, и заляжет на дно на некоторое время в Торонто, прежде чем вернуться в Монреаль. Источники сообщали, что он купил бронетранспортер и жил в хорошо охраняемой квартире, думая что его жизнь в опасности.

### Разгром клана Ризутто
После заключения Вито в тюрьму, члены шестой семьи стали умирать и исчезать:
- Его соратник Федерико дель Пескио был убит в ресторане La cantina в Ahuntsic 21 августа 2009 года;[3]
- Его старший сын, Николо Ризутто-младший, был застрелен 28 декабря 2009 года в районе Нотр-Дам-де-Грас в Монреале;
- Его шурин и консильер Паоло Ренда исчез 20 мая 2010 года, также в Монреале, полагают он мертв;
- Его соратник Агостино Кунтрера был казнен средь бела дня 29 июня 2010 года в Монреальском районе Сен-Леонард;[4]
- Его отец, известный криминальный авторитет Николо Ризутто, был убит снайпером через окно своей кухни в ноябре 2010 года, в возрасте 86 лет;[5]

После освобождения Вито Ризутто, несколько человек были убиты в знак возмездием за убийства в его семье. Наркоторговцы Эмилио Кордилеоне, Тони Генсале и Мохамед Авада были убиты в ответ на убийства в 2012 году за их предполагаемую причастность к похищению в 2008 году союзника Ризутто. Также в ноябре были казнены неподалеку к северу от Монреаля Джо Ди Мауло, влиятельный гангстер, который подозревался в организации нападений на клан Ризутто вместе с Рейнальдом Дезжарденом и Сальваторе Монтанья. На их похоронах присутствовало мало людей и похороны отличались от обычных стандартов мафии. За несколько дней до Рождества в 2012 году, киллер вошел в кофейню соперника Ризутто Джузеппе де Вито, убив Доминика Факини и тяжело ранив еще одного. В январе 2013 года перед собственным домом был убит зять Рейнальда Дезжардена, Гаэтан Госселин, а также Винченцо Скудери, предполагаемый соратник Джузеппе де Вито.
Те кто были в ссоре с Ризутто, Сальваторе Калаутти и Морено Галло, также были убиты. Калаутти был убит выстрелом в голову в своей машине в июле 2013 года, будучи подозреваемые в нераскрытом убийстве отца Риззуто. Галло, бывший влиятельный член организации Ризутто был застрелен возле ресторана в Акапулько, в ноябре 2013 года. Хотя Галло был депортирован двумя годами ранее, потому как считалось, что он мишень для мести. Все эти и еще 21 случай, связанный с организованной преступностью в городе с тех пор, остаются нерешенными. В апреле 2014 года Кармине Вердучи был застрелен возле кафе. Считается, что он полагал на территорию Ризутто после его смерти.

### Розыск в Италии
11 февраля 2005 года в Риме был выдан ордер на арест Ризутто в связи с участием мафиози с Джузеппе Заппиа в строительстве моста через Мессинский пролив, соединяющий материковую часть Италии с Сицилией, одного из крупнейших проектов общественных работ в истории Италии. Мост подвесного типа в 3690 метров в длину, который изначально планировалось открыть в 2011 году, и должен был обойтись в 5 млрд евро.

### Смерть
23 декабря 2013 года Вито Ризутто скончался от осложнений рака легких в Монреальской больнице. Ему было 67 лет. Хотя его официальная причина смерти была от естественных причин, были предположения, что он мог быть отравлен, так как вскрытие никогда не проводилось на его теле.

## Популяризация образа
Эксперт по мафии Антонио Никасо и Питер Эдвардс опубликовали книгу о последних событиях с Вито Ризутто: «Бизнес или кровь. Последняя война мафиозного босса Вито Ризутто» (2015). Позже он был адаптирован в телесериал под названием «Дурная кровь», который дебютировал осенью 2017 года. В фильме участвовали Энтони Лапалья как Вито Ризутто, Пол Сорвино как Николо Ризутто и Ким Коутс как Деклан Гардинер.